# 小行星3424
小行星3424（3424 Nusl）是一颗围绕太阳公转的小行星。1982年2月14日，拉迪斯拉夫·布羅傑克在克萊季发现了此天体。
这颗小行星的绝对星等为246.17813等。